# Sonic Youth
Sonik Jut (eng. Sonic Youth) je američki nojz rok/post pank/eksperimentalni rok bend, jedan od najuticajnijih bendova indi rok scene . Karijeru su počeli još 1981. u Njujorku kao deo no vejv pokreta, i još uvek su aktivni. 

## Članovi
- Kim Gordon
- Terston Mur
- Li Ranaldo
- Stiv Šeli
- Mark Ajbold

### Bivši članovi
- Bob Bert
- Eni Demarinis
- Ričard Edson
- Džim O'Rork
- Džim Sklavunos

## Diskografija

### Albumi
- Confusion Is Sex (1983)
- Bad Moon Rising (1985)
- Made in USA (1986)
- EVOL (1986)
- Sister (1987)
- Daydream Nation (1988)
- Goo (1990)
- Dirty (1992)
- Experimental Jet Set, Trash & No Star (1994)
- Washing Machine (1995)
- Live in Holland 12/27/83 (1995)
- A Thousand Leaves (1998 )
- Goodbye 20th Century (1999)
- NYC Ghosts & Flowers (2000)
- SYR 5 (2000)
- SYR 6 (2002)
- Murray Street (2002)
- Dirty Deluxe Edition (2003)
- Live at the Royal Albert Hall (2003)
- Sonic Nurse (2004)
- Rather Ripped (2006)
- The Eternal (2009)

### Kompilacije
- Sonic Death: Early Sonic 1981-1983 live (1984)
- Bad Moon Rising/Flower (1987)
- Confusion Is Sex/Kill Yr. Idols (1995)
- Screaming Fields of Sonic Love (1995)
- Hold That Tiger live (1997)
- The Destroyed Room (2006)
- Like a Hurricane: A Tribute to Neil Young (2007)
- I'm Not There OST (2007)
- Juno OST (2008)

### Singlovi/EP izdanja
- Sonic Youth EP (1982)
- Kill Yr. Idols EP (1983)
- Flower (1985)
- Death Valley '69 EP (1985)
- Starpower (1986)
- Master Dik EP (1987)
- Mini Plot (1989)
- Touch Me I'm Sick/Halloween (1989)
- 4 Tunna Brix EP (1990)
- Dirty Boots EP (1991)
- 100% EP (1992)
- Disappearer EP (1992)
- Sugar Kane EP (1993)
- TV Shit EP (1993)
- SYR 1 EP (1997)
- SYR 2 EP (1997)
- SYR 3 EP (1998)
- Silver Session for Jason Knuth EP (1998)
- In the Fishtank EP (2002)
- Kim Gordon & The Arthur Doyle Hand Cream (2003)
- Helen Lundeberg/Eyeliner (2006)
- Incinerate (2006)
- Beautiful Plateau (2006)
- The Destroyed Room: B-sides and Rarities (2006)
- Hits Are for Squares (2008)

## Spoljašnje veze
- Zvanična prezentacija